# Р241 (Росія)
Автошлях Р241 — автошлях федерального значення, що найкоротшим сухопутним шляхом з'єднує центри суб'єктів федерації Казань і Ульяновськ. Проходить у західній частині Татарстану та північній частині Ульянівської області. Є однією з основних магістралей біля Татарстану. Включає в себе під'їзд до Самари.

## Історія
Казань і Ульяновськ з моменту заснування мають водне сполучення за допомогою річки Волги, проте розташування цих міст на торгових шляхах зумовило формування сухопутного сполучення, яке відоме як мінімум з 1779. У Татарстані основні зміни сучасності відбулися біля села Сеїтова, де було спрямовано ділянку дороги в обхід села, з'єднання з трасою М7 при будівництві моста через Волгу та введення нової ділянки від Уланова до Апастова.
У 2010 році за автошляхом був закріплений індекс Р241 замість 1Р241, застаріле позначення могло застосовуватися до 31 грудня 2017 включно.

## Опис
У Татарстані покриття дороги капітальне, із шириною проїжджої частини 7 метрів. Періодично ведуться роботи з влаштування стаціонарного електричного освітлення на різних ділянках дороги.
Проїжджа частина, в основному, по одній смузі в кожну сторону з розширенням до двох смуг у місцях підйомів та в деяких перехрестях.
Планується перетин автодороги Р241 з автошляхом М12 на ділянці у Коргузов та Єгідерева.